# Equinix Exchange Paris
 (avril 2021).
L’Equinix Internet Exchange Paris est un point d'échange Internet français créé en 2006. Il est géré par Equinix, opérateur de centres de données.
Ses installations sont réparties sur deux sites de la région parisienne : 
- Equinix PA2 est situé en Seine-Saint-Denis, au 114, rue Ambroise Croizat à Saint-Denis ;
- Telehouse 2 (dans les locaux de la société Oxymium) est situé à Paris, dans le 11e arrondissement.

Ces deux sites sont reliés par un anneau de fibres noires multiplexées d'une capacité de 16 x 10 Gbit/s empruntant des chemins différents et redondées.
À peu près cent quatre-vingts opérateurs et de prestataires y sont présents.